# Jezernice
Jezernice (německy Jesernik nebo Seefeld) je obec ležící v okrese Přerov v Olomouckém kraji na Moravě. Žije zde 661 obyvatel a její katastrální území má rozlohu 928 ha a rozkládá se na obou březích řeky Bečva.

## Geografie a vodstvo
Jezernice leží převážně v Jezernické pahorkatině (nazývané také Jezernická tabule) a Bečevské nivě, které jsou součástí geomorfologického podcelku Bečevská brána patřící do geomorfologického celku Moravská brána. Velmi malé jižní území Jezernice leží v pohoří Maleník patřící do geomorfologického celku Podbeskydská pahorkatina. Území Jezernice tedy leží v geomorfologické provincii Západní Karpaty. Jižní části katastrálního území obce protéká řeka Bečva. Území se rozkládá převážně na pravém břehu Bečvy a okrajově i na levém břehu. Obcí protéká potok Jezernice nazývaný také Jezerský potok.

## Název
Název vesnice byl původně v množném čísle a jednal se zprvu o pojmenování obyvatel vsi, Jezernici - "ti, kteří bydlí u jezera nebo staví jezero apod.". Z 15. století je doložen přechod do jednotného čísla, jako by jméno označovalo vodní tok (říčku) vytékající z jezera a bylo následně přeneseno na osadu na něm ležící. Od 18. století se v češtině (s nepatrnou úpravou pak i v němčině) užíval tvar Jezerník, jehož zakončení bylo vzato ze sousedního místního jména Lipník (Lipník nad Bečvou).

## Historie a popis
První písemná zpráva pochází z roku 1353. Dne 5. dubna 1874 se v obci narodil Antonín Hradil, český varhaník, dirigent, hudební skladatel a pedagog († 18. srpna 1937).
Na mapě olomoucké diecéze z roku 1762 je jméno Jezernice zapsáno jako Iessernitz.
Od 1. ledna 1980 do 31. prosince 1999 byla obec součástí města Lipník nad Bečvou. Od roku 2000 je Jezernice samostatnou obcí.
V obci je kostel svatého Martina. Za obci je cihelna Wienerberger a stavebně zajímavý Jezernický viadukt. Jezernice je také členem Dobrovolného svazku obcí mikroregionu Lipensko.

## Obyvatelstvo
| Rok            | 1869 | 1880 | 1890 | 1900 | 1910  | 1921 | 1930 | 1950 | 1961 | 1970 | 1980 | 1991 | 2001 | 2011 | 2021 |
| -------------- | ---- | ---- | ---- | ---- | ----- | ---- | ---- | ---- | ---- | ---- | ---- | ---- | ---- | ---- | ---- |
| Počet obyvatel | 816  | 904  | 896  | 929  | 1 031 | 941  | 853  | 748  | 775  | 712  | 713  | 670  | 674  | 642  | 651  |
| Počet domů     | 120  | 143  | 156  | 158  | 160   | 165  | 157  | 178  | 187  | 192  | 183  | 214  | 224  | 236  | 249  |

## Doprava
Katastr obce zasahuje krátký úsek dálnice D1. Kromě ní vede obcí silnice I/47 v úseku Lipník nad Bečvou – Hranice a silnice III. třídy:
- III/4374 Loučka – Jezernice
- III/4377 I/47 – Jezernice – Podhoří

## Železniční viadukt
Viadukt u Jezernice – stavební zajímavost na Severní dráze císaře Ferdinanda – je monumentální, 343 m dlouhý a 10 m vysoký viadukt se 41 oblouky (z nichž 30 má světlost 6,5 m) u obce Jezernice. Současná podoba tohoto kamenného viaduktu pochází z roku 1873, kdy byla v tomto úseku budována druhá kolej. Při vzniku trati Lipník nad Bečvou – Bohumín v roce 1847 stál na místě současného jezernického viaduktu mezi stanicemi cihlový most.
V roce 2001 prošel viadukt rozsáhlou rekonstrukcí, která umožnila zvýšení nápravového tlaku železničních vozidel na 22,5 t. Nosnou funkci po rekonstrukci zajišťuje železobetonová klenba, zatímco původní cihlová klenba a vyzdívka plní roli původního historického vzhledu.

## Galerie

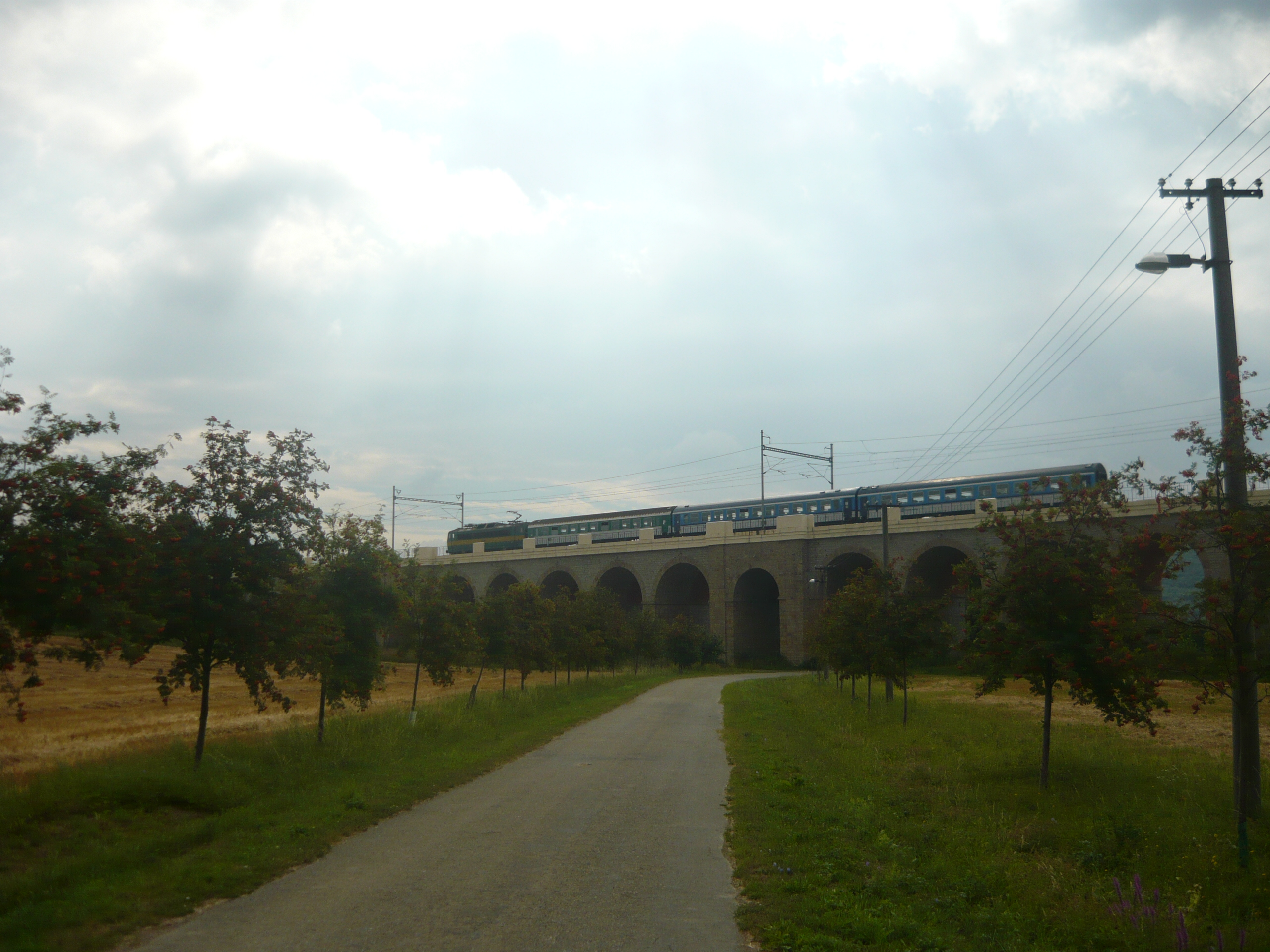
Železniční viadukt v Jezernici
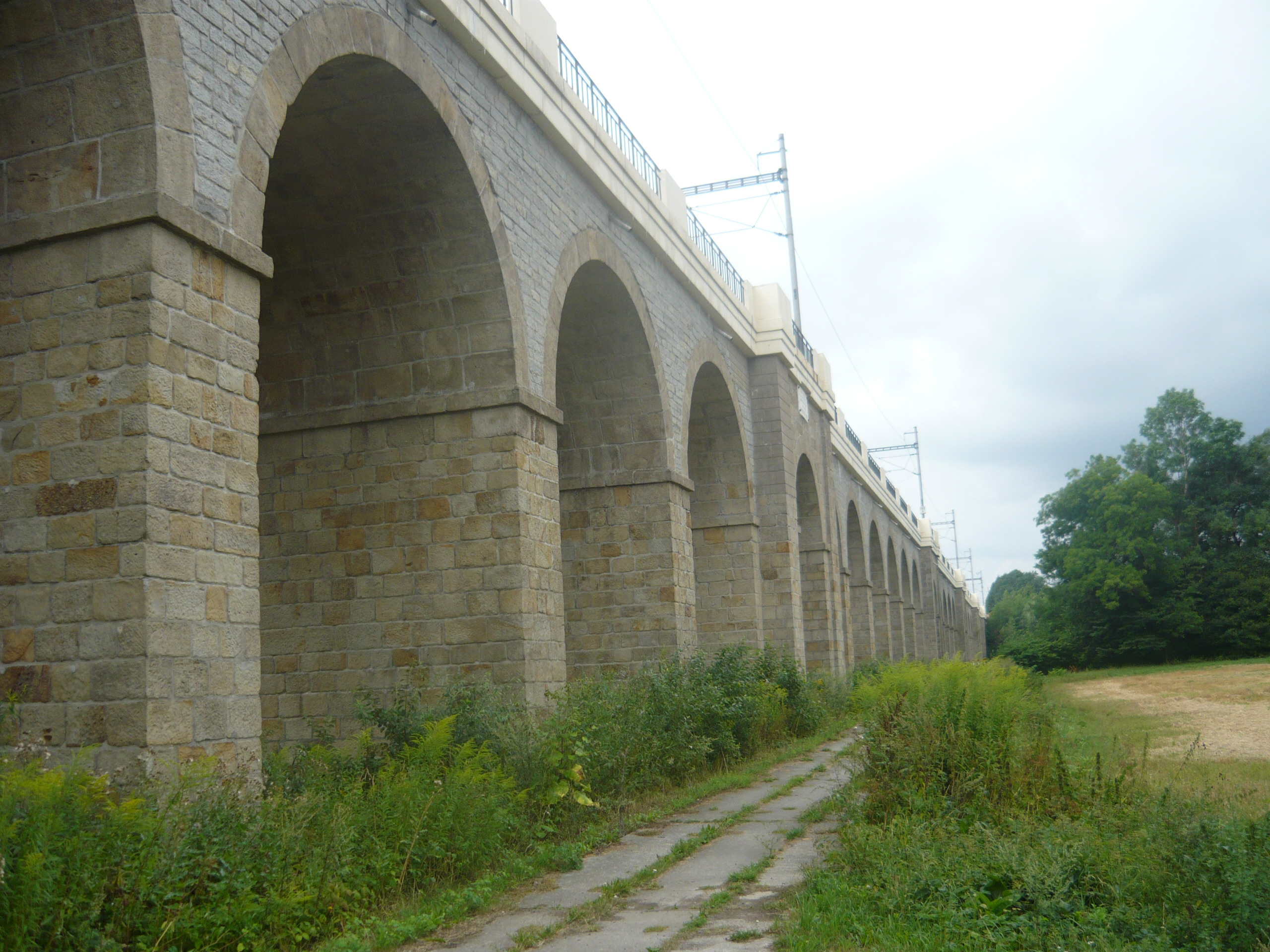
Pohled zblízka na železniční viadukt
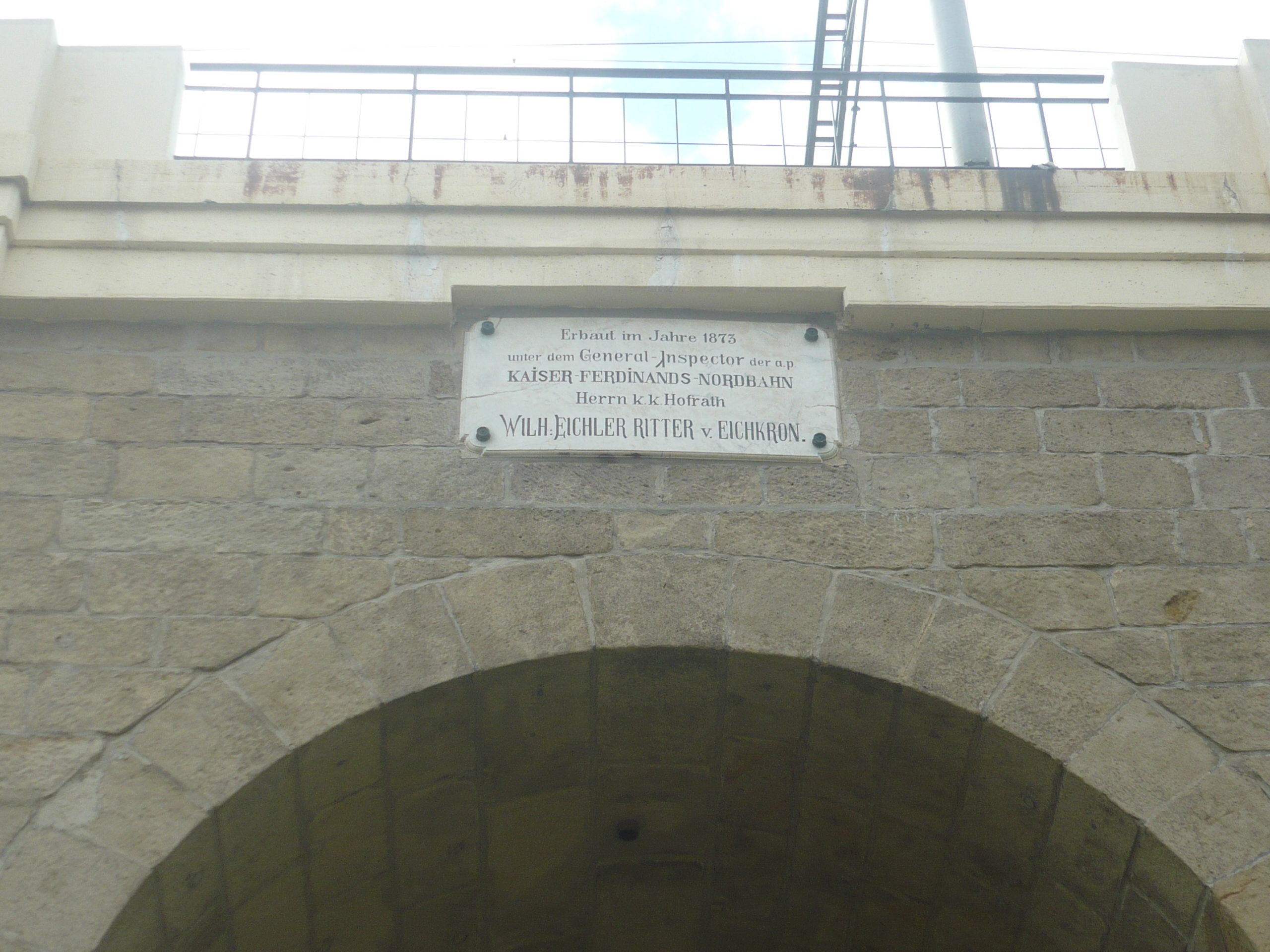
Viadukt – informační cedule
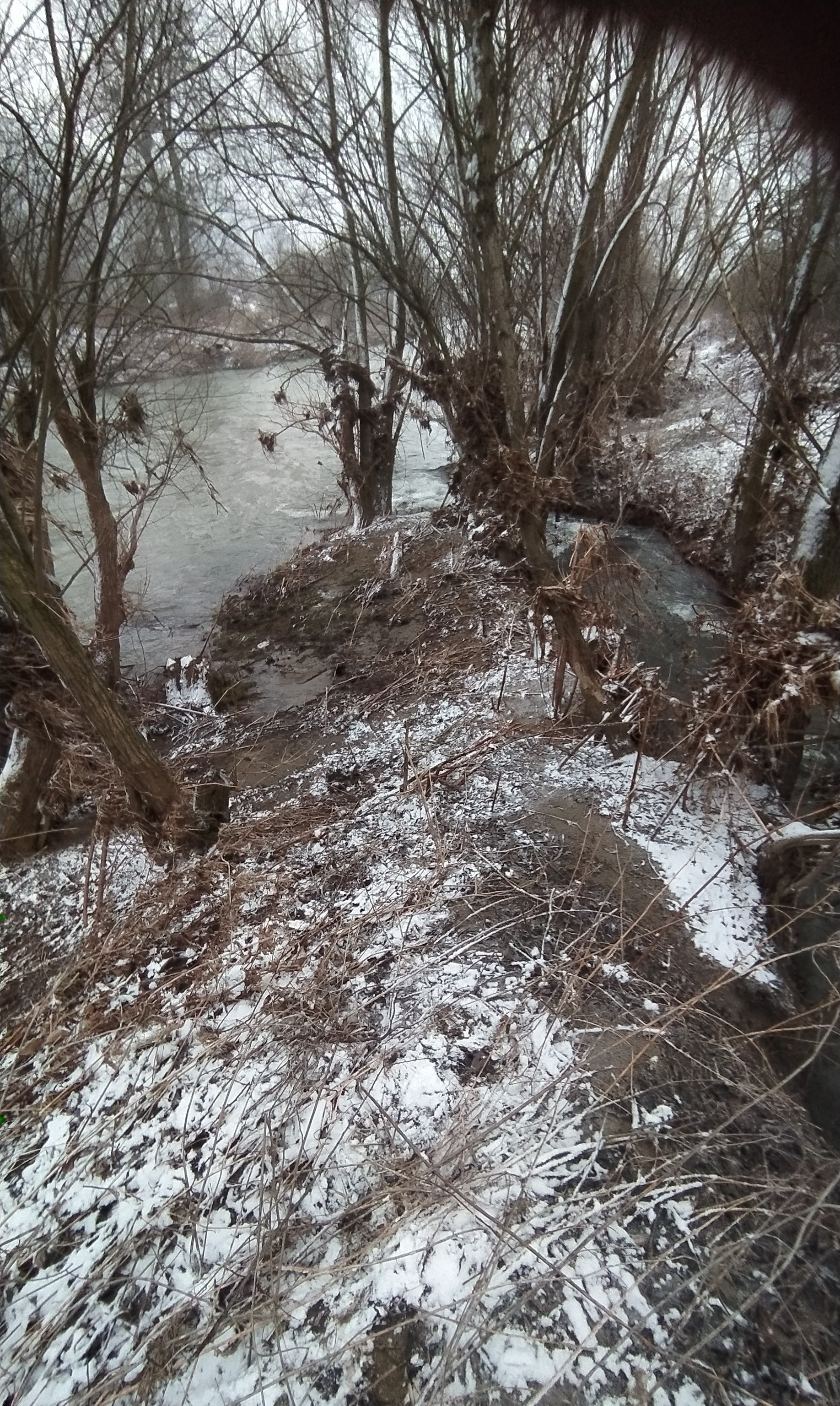
Soutok potoka Jezernice s řekou Bečvou (únor 2021)
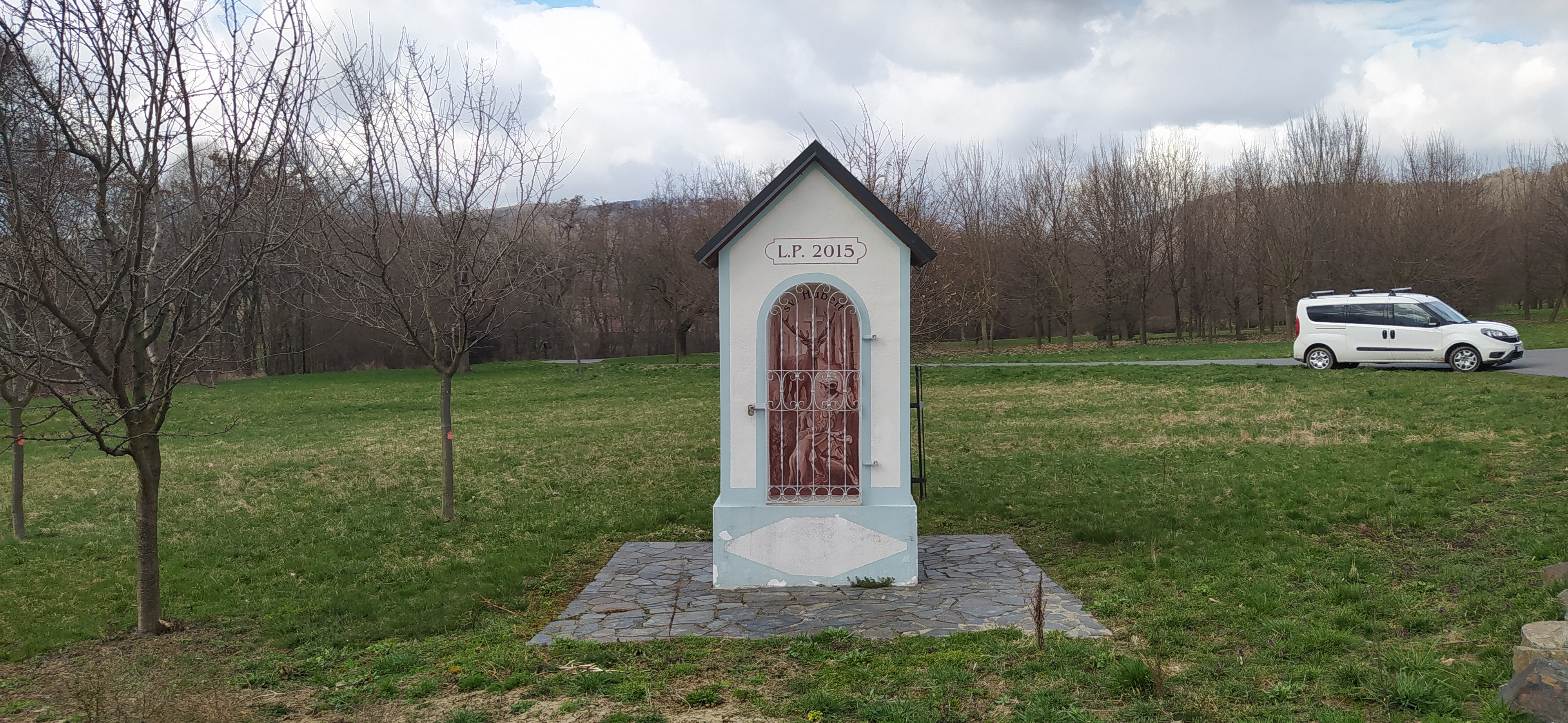
Kaplička sv. Huberta
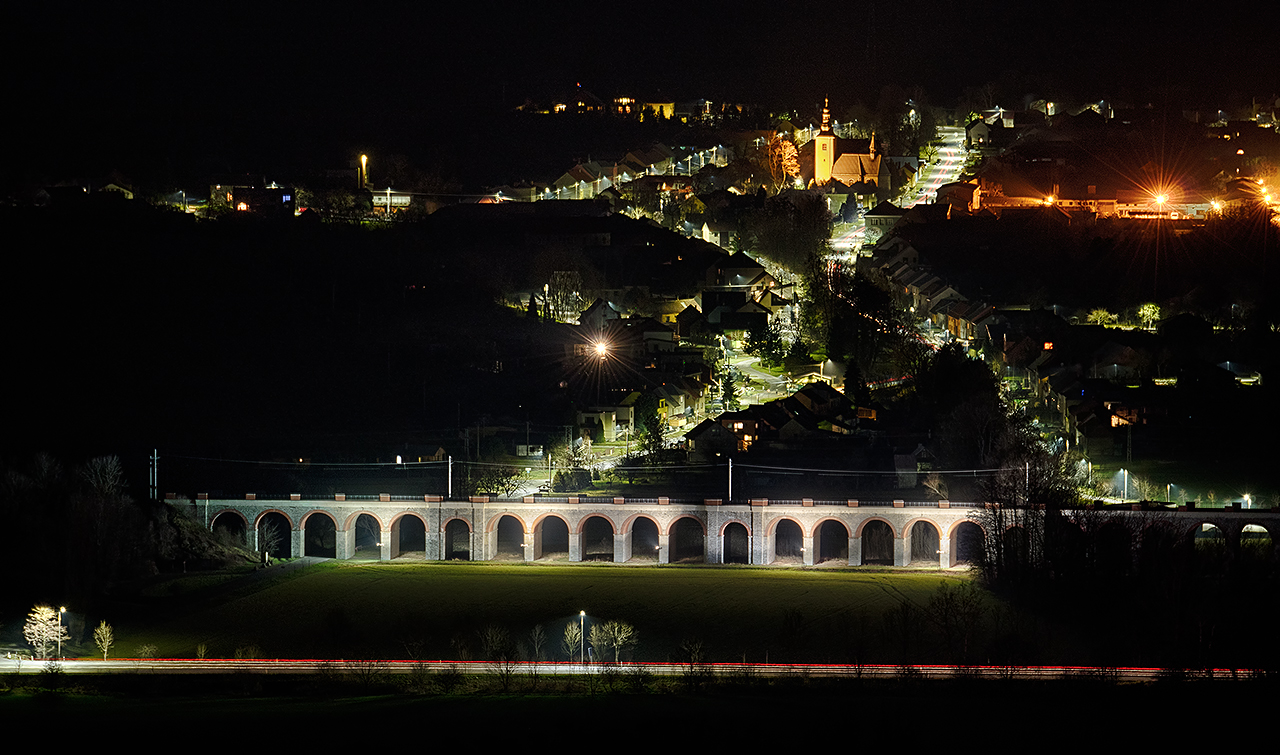
Jezernice v noci
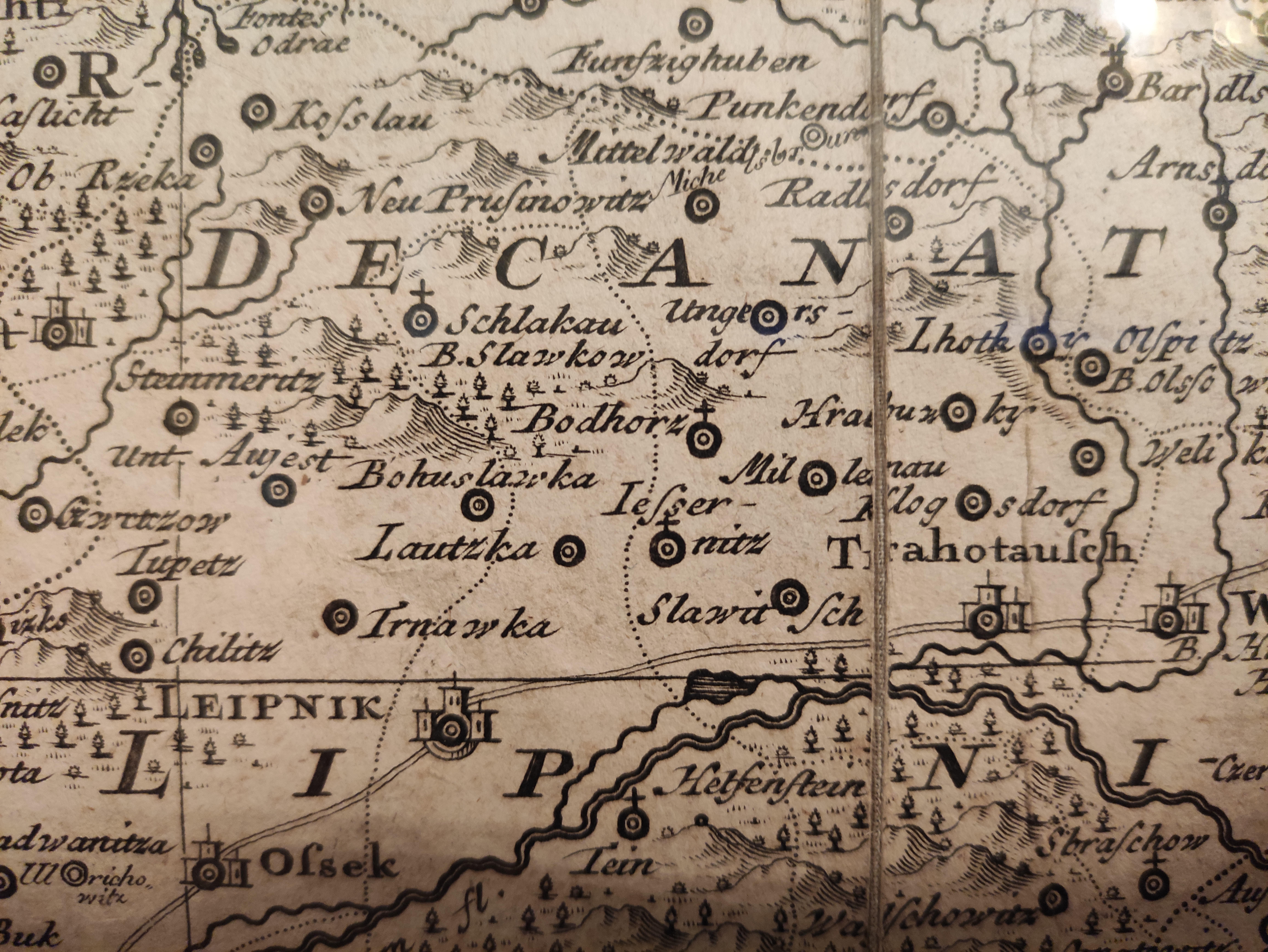
Detail mapy Olomoucké diecéze (1762)